# Bazylika św. Piotra i św. Pawła w Leśnej Podlaskiej
Bazylika św. Piotra i św. Pawła w Leśnej Podlaskiej – zabytkowy kościół znajdujący się w obrębie barokowego zespołu klasztornego paulinów w Leśnej Podlaskiej, sanktuarium Matki Bożej Leśniańskiej. Od 1984 nosi tytuł bazyliki mniejszej.
Jest to jeden z ważniejszych ośrodków kultu maryjnego na Podlasiu zwany „Podlaską Częstochową”.

## Historia
W 1686 w Leśnej Podlaskiej wybudowany został kościół drewniany. Fundatorem był ówczesny właściciel wsi – Paweł Michałowski. W ołtarzu kościoła umieszczono kamienne przedstawienie Matki Bożej z Dzieciątkiem, które w 1700 zostało uznane przez biskupa Franciszka Prażmowskiego za cudowne.
W 1718 rozpoczęto budowę murowanej świątyni. W 1722 postanowiono powiększyć budowany kościół ze względu na dużą liczbę pielgrzymów przybywających do Leśnej Podlaskiej. Uznano też, że parafia nie podoła finansowo zamierzonej inwestycji. W związku z tym w 1727 sprowadzono paulinów, którzy wkrótce rozpoczęli budowę klasztoru, a następnie nowego, dużego kościoła.
Obecny kościół wybudowany został w latach 1731–1752 w stylu barokowym. Projekt wykonał warszawski architekt Wincent Rachetti.
Po kasacie klasztoru w 1864 kościół w Leśnej Podlaskiej został kościołem parafialnym, a w 1875 stał się świątynią prawosławną. Na początku lat 80. XIX wieku wnętrze kościoła zostało przebudowane, a dach został zwieńczony pięcioma kopułami. W latach 1885–1915 przy dawnym kościele funkcjonował żeński klasztor prawosławny.
W czasie I wojny światowej kościół został zdewastowany. Paulini powrócili do klasztoru w Leśnej w 1919. Rozpoczęty wkrótce remont świątyni przywrócił jej częściowo pierwotny wygląd. W latach 1923–1925 rozebrano cerkiewne kopuły, w 1927 przebudowano fasadę (wg projektu architekta Adolfa Szyszko). W 1927 do kościoła powrócił cudowny wizerunek Matki Bożej, wywieziony w końcu XIX wieku do Łomży.

## Architektura i wyposażenie
Kościół jest trójnawowy w układzie bazylikowym. Prezbiterium o szerokości równej nawie głównej, zamknięte trójbocznie. Po jego bokach umieszczone są dwa pomieszczenia: zakrystia i skarbiec. Fasada dwuwieżowa, w typie barokowych „falujących” fasad. Wieża południowo-zachodnia jest niższa, zwieńczona baniastym hełmem – jest to pozostałość z czasów przebudowy kościoła na cerkiew. Wieża północno-wschodnia nakryta jest wysokim, neobarokowym hełmem.
Wnętrze nakryte jest sklepieniem kolebkowym z lunetami (nawa główna i prezbiterium) oraz krzyżowym (nawy boczne).
W zrekonstruowanym ołtarzu głównym znajduje się kamienna płaskorzeźba Matki Bożej z Dzieciątkiem (Matka Boża Leśniańska), ukoronowana diademami papieskimi w 1963 przez kardynała Stefana Wyszyńskiego.

## Galeria

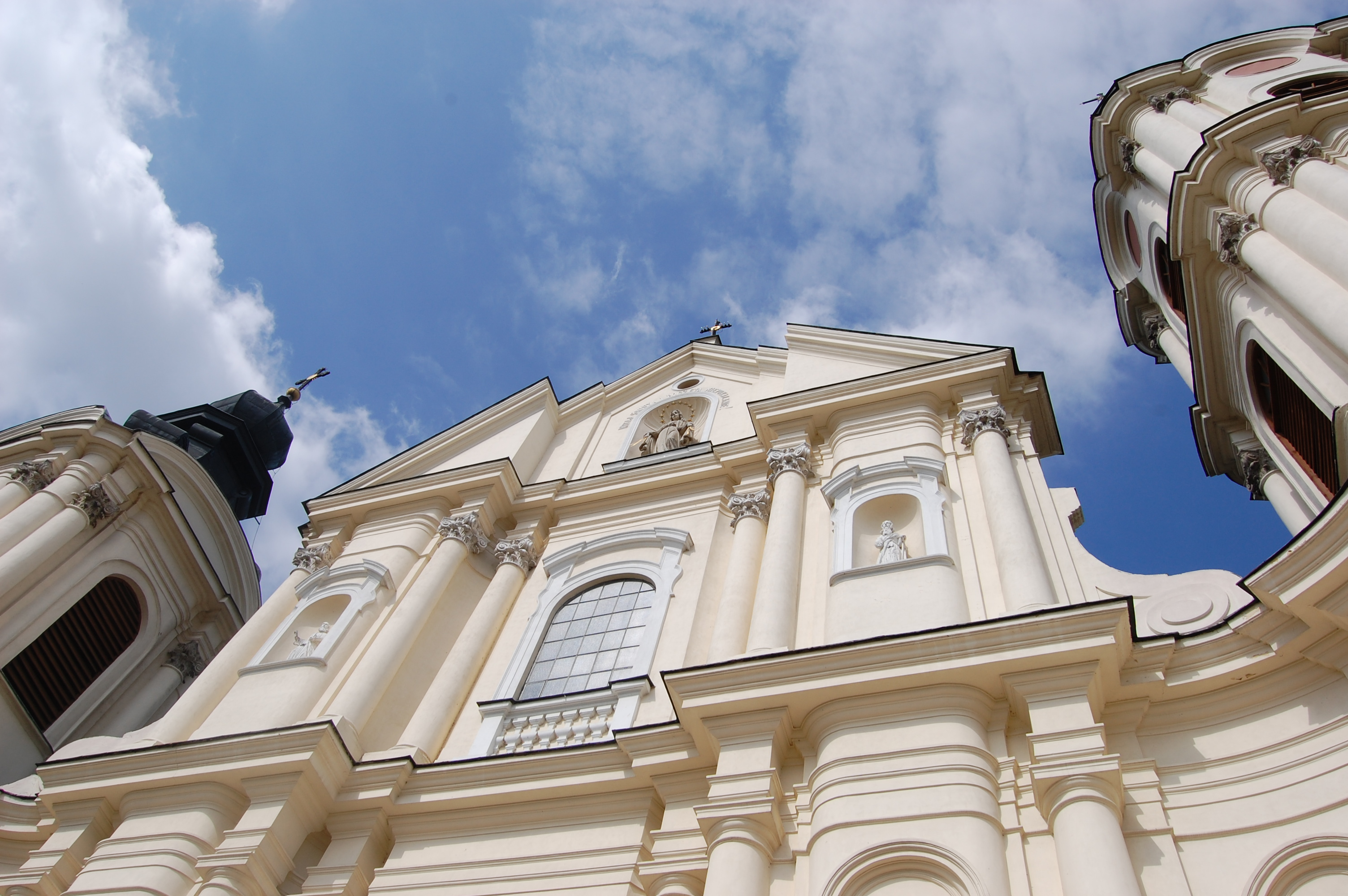
Górna część fasady bazyliki
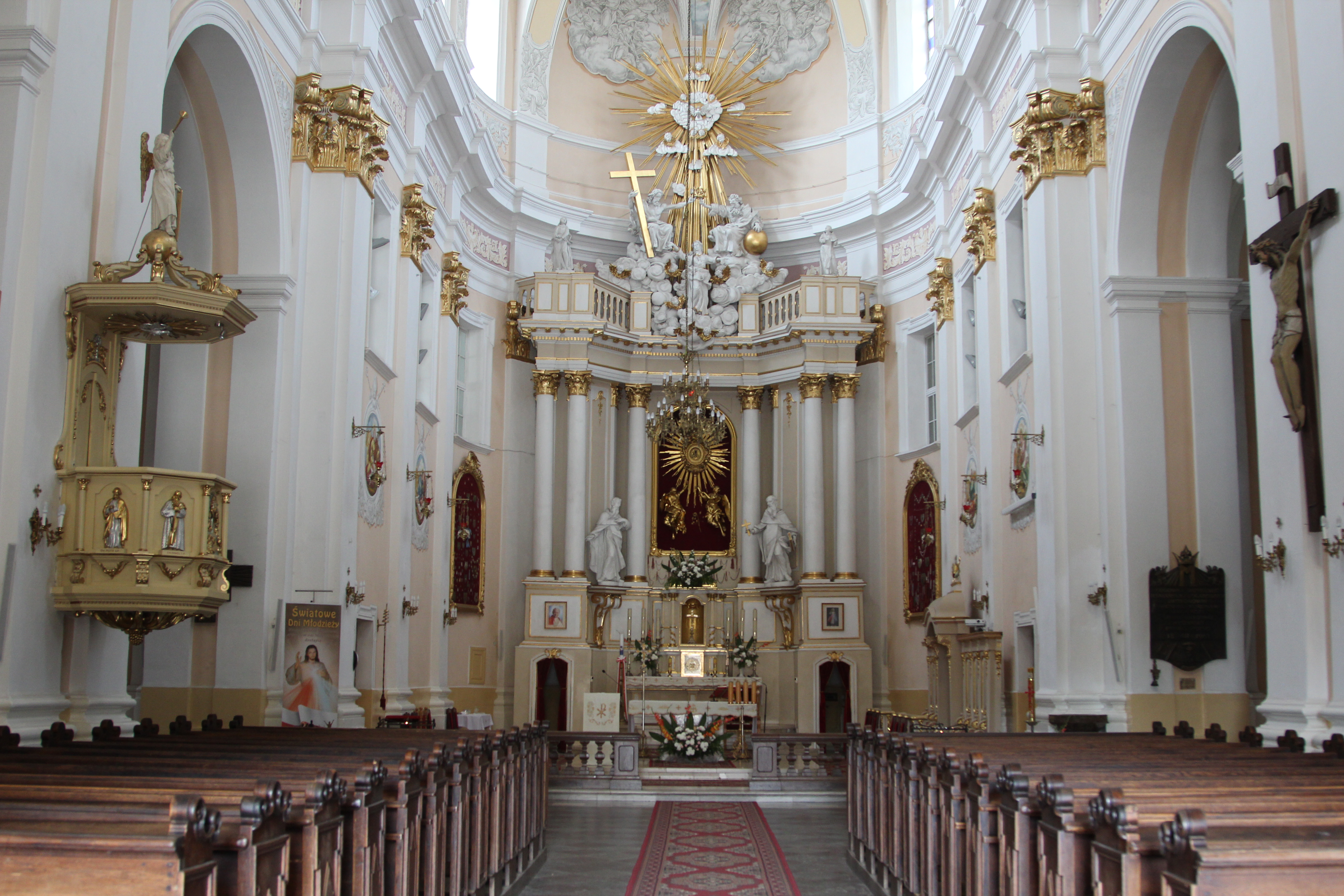
Wnętrze bazyliki
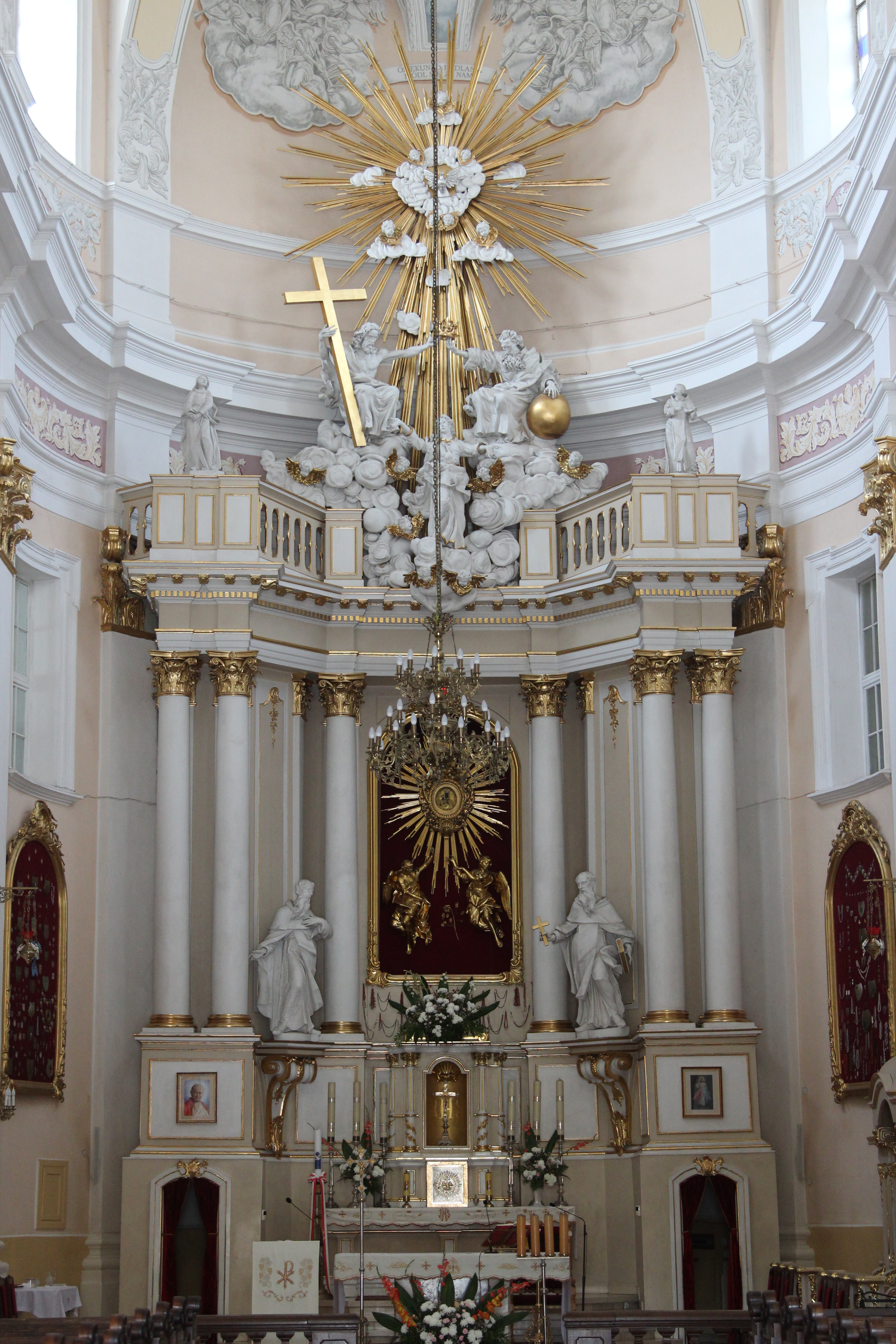
Ołtarz główny z MB Leśniańską
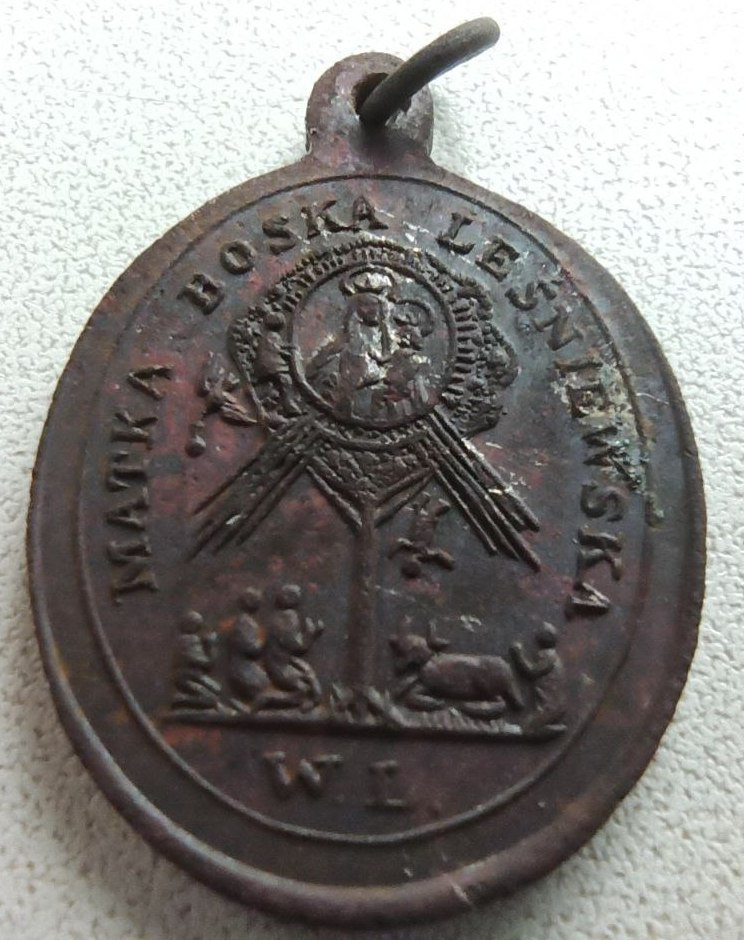
Medalik MB Leśniańska, XIX w.